# Nupserha punctigera
Nupserha punctigera là một loài bọ cánh cứng trong họ Cerambycidae.